# 만남은 쉽고 이별은 어려워
《만남은 쉽고 이별은 어려워》는 베이식의 노래이자 Show Me The Money 10의 경연곡이다.
만남은 쉽고 이별은 어려워는 11월 20일 지니, FLO에서 모두 1등을 기록했다.